# Клара Августа Брауншвейг-Вольфенбюттельська
Клара Августа Брауншвейг-Вольфенбюттельська (нім. Clara Augusta von Braunschweig-Wolfenbüttel, 25 червня 1632 — 6 жовтня 1700) — принцеса Брауншвейг-Вольфенбюттельська з дому Вельфів, донька герцога Брауншвейг-Вольфенбюттелю Августа Молодшого та принцеси Ангальт-Цербстської Доротеї, дружина герцога Вюртемберг-Нойнштадтського Фрідріха.

## Біографія

### Ранні роки
Народилась 25 червня 1632 року у Гітцакері. Була четвертою дитиною та другою донькою в родині принца Брауншвейг-Вольфенбюттельського Августа та його другої дружини Доротеї Ангальт-Цербстської. Мала старшого брата Рудольфа Августа та сестру Сибіллу Урсулу. Ще один брат помер в ранньому віці до її народження. Наступного року сімейство поповнилося сином Антоном Ульріхом. У Гітцакері батько створив невелике панство і тримав свій двір.
Матір пішла з життя молодою, коли Кларі Августі було 2 роки. Батько за десять місяців одружився втретє із Софією Єлизаветою Мекленбург-Гюстровською. Від цього союзу принцеса мала молодших єдинокровних брата та сестру.
У грудні 1635 року Август став герцогом Брауншвейг-Люнебургу князем Брауншвейг-Вольфенбюттелю. Через Тридцятилітню війну, сімейство дев'ять років мешкало у замку Данквардероде у Брауншвейзі, перш ніж у 1644 переїхало до сильно пошкодженої резиденції у Вольфенбюттелі.
Після укладення у 1648 році Вестфальського миру, Август підтримував у князівстві спокій та перетворив країну на культурний центр. Софія Єлизавета відповідала за розважальні заходи двору.
Вчителем Клари Августи та її суродженців був поет Юстус Георг Шоттеліус.

### Шлюбне життя

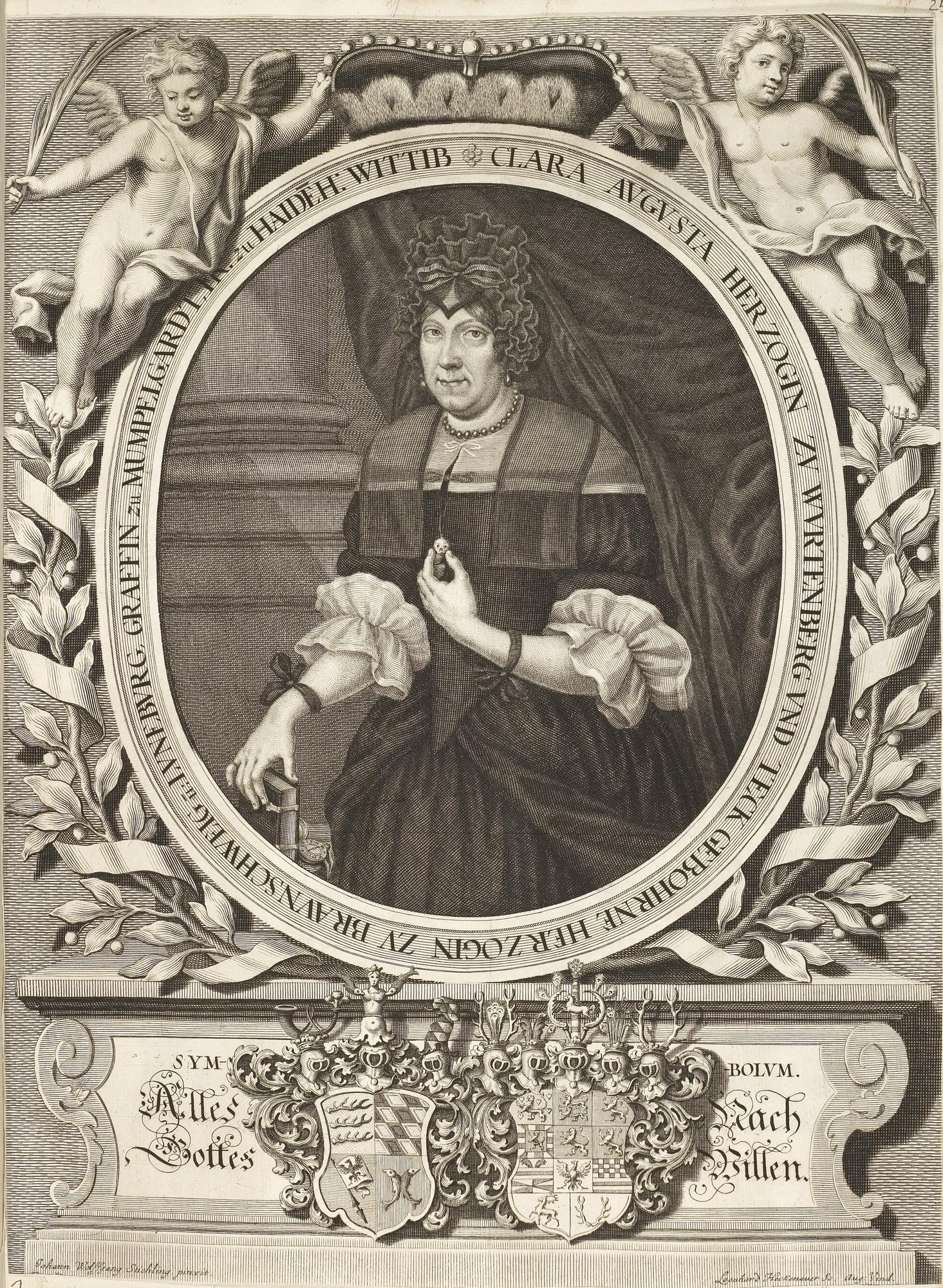
Герцогиня на гравюрі Л. Гекенауера

Перед своїм 21-річчям Клара Августа стала дружиною 37-річного герцога Вюртемберг-Нойнштадтського Фрідріха. Весілля відбулося 7 червня 1653 року у Вольфенбюттелі. Хоча наречений володів амтами і містами Ноєнштадт і Мекмюль та половиною амту Вайнсберг й носив титул герцога, суверенним правителем не був. Оселилися молодята у Нойнштадтському замку, відреставрованому після війни. У них народилося дванадцятеро дітей
Кларі Августі чоловік передав садибу Вайссенгоф біля Вайнсбергу.
Двір у Нойнштадті був скромним. Фрідріх, за прикладом батька дружини, заснував бібліотеку, колекціонував монети та медалі, мав цінний арсенал і художню кімнату. Був відомий як справедливий, добрий та ощадливий володар, який багато в чому сприяв благополуччю своїх підданих. Він помер після тривалої хвороби у березні 1682 року.
Клара Августа після його смерті переїхала до Вайссенгофу. У 1695 році вона розширила маєток, звівши молочну ферму зі східного боку та замок із західного, поєднавши їх на півдні воротами.
Померла 6 жовтня 1700 року у Вайссенгофі. Була похована поруч із чоловіком у церкві Святого Миколая у Нойнштадті.

## Родина

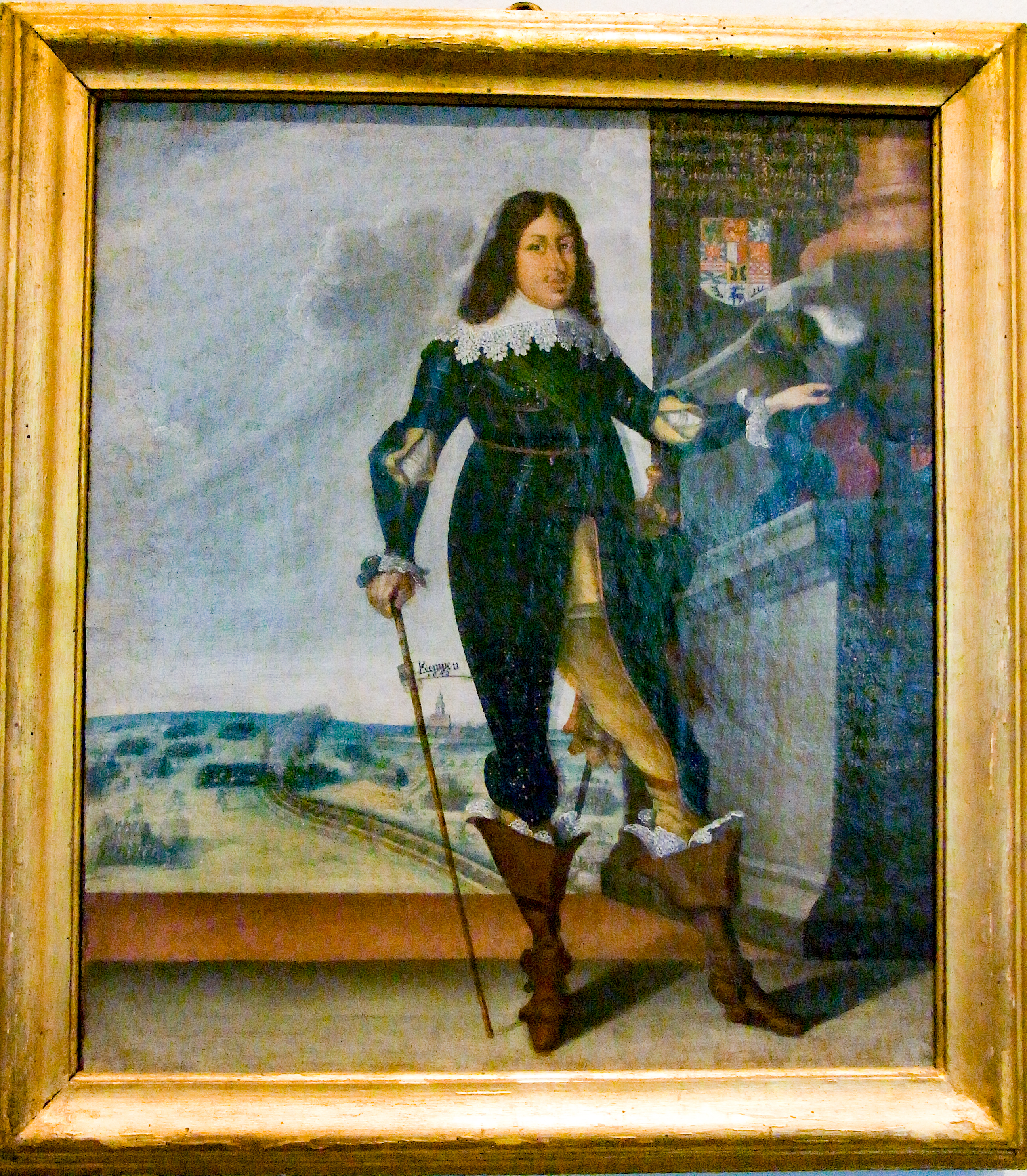
Портрет Фрідріха Вюртемберг-Нойнштадтського

Чоловік —  Фрідріх Вюртемберг-Нойнштадтський
Діти:
- Фрідріх Август (1654—1716) — герцог Вюртемберг-Нойнштадський у 1682—1716 роках, був одруженим із графинею Альбертіною Софією Естер фон Еберштайн, мав десятеро дітей;
- Ульріх (нар. та пом. 23 лютого 1655) помер після народження;
- Ебергард (22 січня—2 лютого 1656) прожив 11 днів;
- Альбрехт (1657—1670) прожив 13 років;
- Софія Доротея (1658—1681) — дружина графа Штольберг-Ґедернського Людвіга Крістіана, народила сина;
- Фердинанд Вільгельм (1659—1701) — генерал-лейтенант данського війська, губернатор Сльойсу та Голандської Фландрії, одруженим не був, дітей не мав;
- Антон Ульріх (1661—1680) одруженим не був, дітей не мав;
- Барбара Августа (1663—1664) прожила 1 рік;
- Елеонора Шарлотта (1664—1666) прожила 2 роки;
- Крістоф (25 квітня—8 жовтня 1666) прожив 5 місяців;
- Карл Рудольф (1667—1742) — герцог Вюртемберг-Нойнштадський у 1716—1742 роках, одруженим не був, дітей не мав;
- Анна Елеонора (1669—1709) одружена не була, дітей не мала.